# Fernando Pedroza
Fernando Pedroza este un oraș în Rio Grande do Norte (RN), Brazilia.